# The Dangers in My Heart
The Dangers in My Heart (jap. 僕の心のヤバイやつ Boku no Kokoro no Yabai Yatsu) ist eine Manga-Serie von Norio Sakurai, die in Japan seit 2018 erscheint. Sie wurde als Anime adaptiert, erhielt in Japan eine zweite Mangaserie als Ableger und wurde in mehrere Sprachen übersetzt, darunter auch ins Deutsche.

## Inhalt
An seiner Schule gehört Kyotaro Ichikawa (市川 京太郎) zu den Außenseitern und Chūnibyō. Still und zurückgezogen, liest er gern über Mordfälle und über menschliche Anatomie. In seinen Tagträumen malt er sich Morde an seinen Klassenkameraden aus, als wäre er der Protagonist eines Psychothrillers. Besonders Anna Yamada (山田 杏奈) hat es ihm angetan, die beliebteste der Klasse und Model. So beobachtet er sie immer aufmerksam. Und mit der Zeit stellt sich auch die Vorzeigeschülerin als ungewöhnlicher heraus, als es zunächst scheint, und zeigt eigene Schwächen und Fehler. Und Yamada ist unerwartet freundlich zu Kyotaro und zu anderen. So freunden sich die beiden an und verlieben sich schließlich ineinander.

## Veröffentlichung
Die Serie startete zunächst im März 2018 im Magazin Shūkan Shōnen Champion. Im nächsten Monat wechselte sie ins Online-Magazin Champion Cross, das im Juli 2018 mit einem anderen Angebot zum Magazin Manga Cross zusammengelegt wurde, wo sie bis heute erscheint. Der Verlag Akita Shoten brachte die Kapitel auch gesammelt in bisher zwölf Bänden heraus (Stand Juni 2025). Eine deutsche Übersetzung von Christina Gohl wird seit April 2024 in bisher vier Bänden von Dokico herausgegeben. Seven Seas Entertainment veröffentlicht den Manga auf Englisch, J-Pop auf Italienisch und Dango auf Polnisch.
Seit 2021 erscheint in Japan eine ebenfalls von Norio Sakurai geschaffene Ableger-Serie mit dem Titel Boku no Kokoro no Yabai Yatsu Twi-Yaba Matome (僕の心のヤバイやつ ツイヤバまとめ), oder kurz Twi-Yaba. Dabei handelt es sich um eine Sammlung von Kurzgeschichten.

## Anime-Adaption
Bei Shin-Ei Animation entstand eine Adaption des Mangas als Anime für das japanische Fernsehen. Bei der Produktion führte Hiroaki Akagi und Jukki Hanada schrieb die Drehbücher. Das Charakterdesign entwarf Masato Katsumata und die künstlerische Leitung lag bei Masaki Mayuzumi. Für den Ton war Noriyoshi Konuma verantwortlich und für die Kameraführung Kentarō Minegishi und Yūichi Takezawa.
Im Juli 2022 wurde die Adaption erstmals angekündigt. Am 2. April 2023 startete die erste Staffel mit 12 Folgen bei TV Asahi in Japan. Diverse Streamingdienste veröffentlichten den Anime international, darunter auch englische, spanische und italienische Synchronfassungen. Die erste Staffel wurde am 18. Juni 2023 abgeschlossen. Im Dezember kam eine Umsetzung des Ablegers Twi-Yaba als Kurzanime heraus. Es folgte die zweite Staffel mit 13 Folgen vom 7. Januar bis zum 31. März 2024. Die deutsche Synchronfassung lief ab März 2023 bei Amazon Prime Video.

### Synchronisation
Die deutsche Synchronfassung entstand bei Oxygen Sound Studios unter der Regie von Wiebke Westphal, die auch das deutsche Dialogbuch verfasste.
| Rolle             | japanische Sprecher (Seiyū) | deutsche Synchronsprecher    |
| ----------------- | --------------------------- | ---------------------------- |
| Anna Yamada       | Hina Yomiya                 | Peggy-Sue Emmler             |
| Kyōtarō Ichikawa  | Shun Horie                  | Sebastian Fitzner            |
| Honoka Hara       | Aki Toyosaki                | Emilia Raschewski            |
| Serina Yoshida    | Atsumi Tanezaki             | Clara Drews                  |
| Chihiro Kobayashi | Ayaka Asai                  | Eleni Möller-Architektonidou |
| Kenta Kanzaki     | Gen Sato                    | Oliver Szerkus               |
| Chikara Ōta       | Jun Fukushima               | Alexander Gaida              |
| Moeko Sekine      | Megumi Han                  | Anni C. Salander             |
| Shō Adachi        | Nobuhiko Okamoto            | Volkmar Leif Gilbert         |
| Haruya Nanjō      | Nobunaga Shimazaki          | Tobias John von Freyend      |
| Rin Kanaoya       | Yū Serizawa                 | Sabrina Schwarz              |
| Kana Ichikawa     | Yukari Tamura               | Jana Dunja Gries             |
| Nikorigawa        |                             | Vincent Fallow               |

### Musik
Die Musik der Serie wurde von Kensuke Ushio komponiert. Die Vorspannlieder sind Shayō (斜陽) von Yorushika und Boku wa… von Atarayo. Die Abspanne wurden mit dem Liedern Sū Sentimental (数センチメンタル) und Koishiteru Jibun Sura Aiserunda, beide von Kohana Lam, unterlegt. Die 25. Folge endet mit dem Lied Shayō, während Koishiteru Jibun Sura Aiserunda in der Mitte der Folge eingespielt wird.